# Washington Guadalupe
Washington Guadalupe ist ein uruguayischer Politiker.
Washington Guadalupe ist Rechtsanwalt. Er ist Mitglied der Partido Nacional. Innerhalb dieser gehörte er in den 1960er Jahren dem herreristischen Flügel Eduardo Víctor Haedos an. Guadalupe hatte in der 38. Legislaturperiode vom 18. Februar 1959 bis zum 14. Februar 1963 und erneut in der 39. und 40. Legislaturperiode vom 2. April 1963 bis zum 14. Februar 1972 ein Titularmandat als Senator in der Cámara de Senadores inne. Der promovierte Guadalupe war seit 1962 Direktor der ebenfalls herreristisch orientierten Tageszeitung El Debate.